# Carlo Cristiano Ermanno di Württemberg-Oels
Carlo Cristiano Ermanno di Württemberg-Öels (Wilhelminenort, 26 ottobre 1716 – Oels, 14 dicembre 1792) è stato un generale e duca prussiano.

## Biografia
Carlo Cristiano Ermanno era l'unico figlio del Duca Cristiano Ulrico II di Württemberg-Wilhelminenort (1652-1704) e di Filippina Carlotta (1691-1758), figlia del Conte Ermanno di Redern e Krappitz. Egli si trovò ad essere il nipote del fondatore della sua linea regnante su Oels dal momento che questi l'aveva ottenuta per matrimonio dai reggenti di Boemia.
Il principe iniziò ancora giovane la carriera militare frequentando le scuole di Oels, Stoccarda ed infine l'Università di Tubinga. Egli combatté le prime battaglie nell'esercito Imperiale contro la Francia, passando per desiderio della madre poi all'esercito danese. Nel 1736 divenne Maggiore Generale di cavalleria, ottenendo grande favore dal Re di Danimarca che nel 1739 lo nominò comandante delle sue guardie personali. Egli ottenne le onorificenze dell'Ordine dell'Elefante e dell'Ordine dell'Union Parfaite. Alla morte di Cristiano VI di Danimarca nel 1747 fece ritorno ad Oels e venne nominato da Re Federico II di Prussia Luogotenente Generale, divenendo governatore di Breslavia e ricevendo la medaglia dell'Ordine dell'Aquila Nera.
Nel 1744 alla morte di Carlo Federico II di Württemberg-Oels ottenne il governo del ducato di Oels. L'anno successivo morì anche il duca Carlo di Württemberg-Bernstadt senza eredi, e Carlo Cristiano ottenne anche i suoi territori.

## La creazione di Carlsruhe
La leggenda vuole che Carlo Cristiano nel 1745 stesse andando a caccia a cavallo nella foresta e si addormentò. Egli sognò di creare in quel luogo una città ed al suo risveglio seguì il consiglio fondando una città che portò il suo nome. Dapprima il complesso si sviluppò attorno ad una residenza di caccia da lui fatta costruire, espandendosi successivamente nell'area circostante.

## Matrimonio e figli
Carlo Cristiano sposò Maria Sofia Guglielmina, figlia del conte Federico Ernesto di Solms-Laubach l'8 aprile 1741 a Laubach, dalla quale ebbe i seguenti eredi:
- Cristiano (* † 1742)
- Federica Sofia Carlotta Augusta (1751-1789), sposò nel 1768 il duca Federico Augusto di Brunswick-Wolfenbüttel (1740-1805)
- Federico Cristiano Carlo (1757-1759)

## Ascendenza
|                                                            |   |                                                         | Genitori                                                  |  |  | Nonni |  |  | Bisnonni                                   |  |  | Trisnonni                                        |  |
|                                                            |   |                                                         |                                                           |  |  |       |  |  | Silvius I Nimrod, duca di Württemberg-Oels |  |  | Julius Friedrich, duca di Württemberg-Weiltingen |  |
|                                                            |   |                                                         |                                                           |  |  |       |  |  | Silvius I Nimrod, duca di Württemberg-Oels |  |  | Julius Friedrich, duca di Württemberg-Weiltingen |  |
|                                                            |   | Anna Sabina von Schleswig-Holstein-Sonderburg           |                                                           |  |  |       |  |  | Silvius I Nimrod, duca di Württemberg-Oels |  |  |                                                  |  |
| Christian Ulrich I, duca di Württemberg-Oels               |   |                                                         |                                                           |  |  |       |  |  | Silvius I Nimrod, duca di Württemberg-Oels |  |  |                                                  |  |
|                                                            |   | Elisabeth Marie von Münsterberg-Oels                    | Karl Friedrich I, duca di Münsterberg-Oels                |  |  |       |  |  |                                            |  |  |                                                  |  |
|                                                            |   | Elisabeth Marie von Münsterberg-Oels                    | Karl Friedrich I, duca di Münsterberg-Oels                |  |  |       |  |  |                                            |  |  |                                                  |  |
|                                                            |   | Elisabeth Marie von Münsterberg-Oels                    | Anna Sophia von Sachsen-Weimar                            |  |  |       |  |  |                                            |  |  |                                                  |  |
| Christian Ulrich II, duca di Württemberg-Wilhelminenort    |   | Elisabeth Marie von Münsterberg-Oels                    |                                                           |  |  |       |  |  |                                            |  |  |                                                  |  |
|                                                            |   | Christian I, duca di Sassonia-Merseburg                 | Johann Georg I, principe elettore di Sassonia             |  |  |       |  |  |                                            |  |  |                                                  |  |
|                                                            |   | Christian I, duca di Sassonia-Merseburg                 | Johann Georg I, principe elettore di Sassonia             |  |  |       |  |  |                                            |  |  |                                                  |  |
|                                                            |   | Christian I, duca di Sassonia-Merseburg                 | Magdalena Sibylle von Preußen                             |  |  |       |  |  |                                            |  |  |                                                  |  |
| Sibylle Marie von Sachsen-Merseburg                        |   | Christian I, duca di Sassonia-Merseburg                 |                                                           |  |  |       |  |  |                                            |  |  |                                                  |  |
|                                                            |   | Christiana von Schleswig-Holstein-Sonderburg-Glücksburg | Philipp, duca di Schleswig-Holstein-Sonderburg-Glücksburg |  |  |       |  |  |                                            |  |  |                                                  |  |
|                                                            |   | Christiana von Schleswig-Holstein-Sonderburg-Glücksburg | Philipp, duca di Schleswig-Holstein-Sonderburg-Glücksburg |  |  |       |  |  |                                            |  |  |                                                  |  |
|                                                            |   | Christiana von Schleswig-Holstein-Sonderburg-Glücksburg | Sophie Hedwig von Sachsen-Lauenburg                       |  |  |       |  |  |                                            |  |  |                                                  |  |
| Karl Christian Erdmann, duca di Württemberg-Wilhelminenort |   | Christiana von Schleswig-Holstein-Sonderburg-Glücksburg |                                                           |  |  |       |  |  |                                            |  |  |                                                  |  |
|                                                            | … | …                                                       |                                                           |  |  |       |  |  |                                            |  |  |                                                  |  |
|                                                            | … | …                                                       |                                                           |  |  |       |  |  |                                            |  |  |                                                  |  |
|                                                            | … | …                                                       |                                                           |  |  |       |  |  |                                            |  |  |                                                  |  |
| Erdmann von Redern, barone di Krappitz                     | … |                                                         |                                                           |  |  |       |  |  |                                            |  |  |                                                  |  |
|                                                            |   | …                                                       | …                                                         |  |  |       |  |  |                                            |  |  |                                                  |  |
|                                                            |   | …                                                       | …                                                         |  |  |       |  |  |                                            |  |  |                                                  |  |
|                                                            |   | …                                                       | …                                                         |  |  |       |  |  |                                            |  |  |                                                  |  |
| Philippine Charlotte von Redern-Krappitz                   |   | …                                                       |                                                           |  |  |       |  |  |                                            |  |  |                                                  |  |
|                                                            |   | …                                                       | …                                                         |  |  |       |  |  |                                            |  |  |                                                  |  |
|                                                            |   | …                                                       | …                                                         |  |  |       |  |  |                                            |  |  |                                                  |  |
|                                                            |   | …                                                       | …                                                         |  |  |       |  |  |                                            |  |  |                                                  |  |
| Charlotte, contessa di Schultz                             |   | …                                                       |                                                           |  |  |       |  |  |                                            |  |  |                                                  |  |
|                                                            |   | …                                                       | …                                                         |  |  |       |  |  |                                            |  |  |                                                  |  |
|                                                            |   | …                                                       | …                                                         |  |  |       |  |  |                                            |  |  |                                                  |  |
|                                                            |   | …                                                       | …                                                         |  |  |       |  |  |                                            |  |  |                                                  |  |
|                                                            |   | …                                                       |                                                           |  |  |       |  |  |                                            |  |  |                                                  |  |